# Zico
Arthur Antunes Coimbra (Río de Janeiro, 3 de marzo de 1953), más conocido como Zico, es un exfutbolista, jugador de futbol y entrenador brasileño. Se lo reconoce como una de las mayores estrellas del fútbol de Brasil en la década de 1980, ocupando la posición de mediapunta. Sus dotes para el pase, el regate, los lanzamientos de falta y la finalización de las jugadas le valieron el apodo de «el Pelé blanco». En toda su carrera ha marcado más de 500 goles.
La mayor parte de su carrera la desarrolló en el Flamengo, donde está considerado una leyenda desde su debut en 1971. Entre sus logros más importantes destacan la Copa Libertadores 1981, la Copa Intercontinental 1981 y un total de cuatro ligas nacionales. Tras dos temporadas en el Udinese Calcio italiano, regresó a la entidad rojinegra y permaneció allí hasta su primera retirada en 1989. Es el segundo jugador del Flamengo con más convocatorias (731) y mantiene el récord de goles anotados (508). Tras un breve tiempo en la secretaría nacional de Deportes de Brasil, regresó en 1991 para jugar en el Kashima Antlers de Japón, ayudando además en el establecimiento de una liga profesional (J. League). Se retiró de forma definitiva en 1994, a los 41 años.
A nivel internacional, tuvo con la selección brasileña un total de 71 apariciones en partidos oficiales con 48 goles. Disputó tres Copas Mundiales (1978, 1982 y 1986) y la Copa América de 1979.
En su etapa de entrenador ha dirigido a la selección de fútbol de Japón que venció la Copa Asiática 2004 y participó en la Copa Mundial de Fútbol de 2006. Después dirigió a Fenerbahçe S. K., Bunyodkor (entonces llamado Kuruvchi), CSKA de Moscú, Olympiacos, la selección de Irak y al Al-Gharafa catarí. Actualmente es asistente de la selección brasileña y comentarista deportivo.
La trayectoria de Zico ha sido reconocida con múltiples distinciones a nivel individual. Fue tres veces nombrado futbolista del año en Sudamérica en 1977, 1981 y 1982, y se llevó el premio Guerín Sportivo World Player al mejor jugador del mundo en 1981, y el premio World Soccer al mejor jugador del mundo en 1983. En la votación al Jugador del Siglo de la FIFA acabó en octava posición.

## Carrera como futbolista

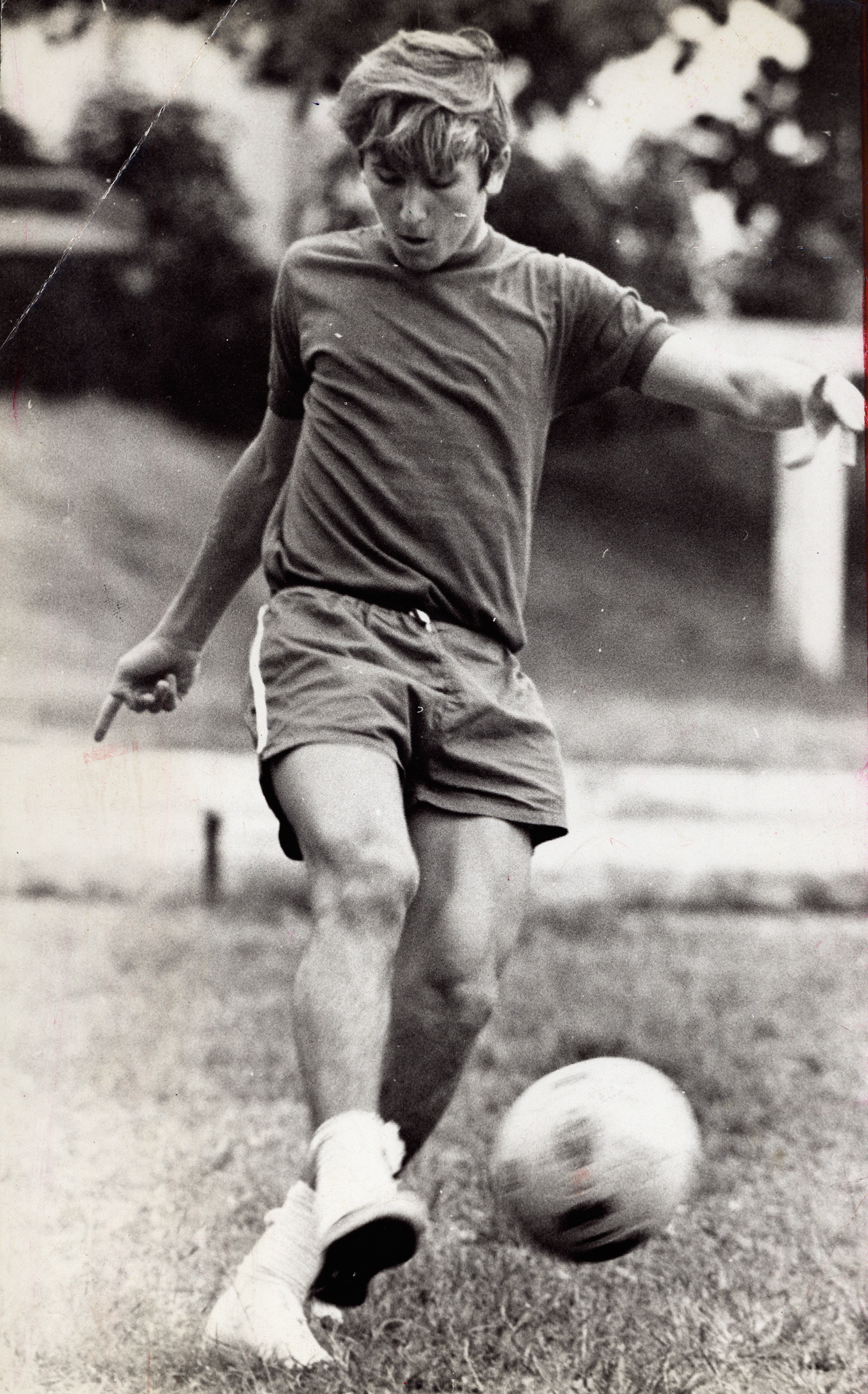
Entrenamiento de Zico (1971).

Nació y se crio en una familia de ascendencia portuguesa y clase trabajadora, en el barrio de Quintino Bocaiúva al norte de Río de Janeiro. Su padre José era un inmigrante portugués y ferviente seguidor del Flamengo, pasión que inculcó a su hijo. Tuvo seis hermanos y dos de ellos, Edu y Antunes, eran futbolistas del América de Río. Siguiendo ese ejemplo, el sueño de infancia de Zico era convertirse en un profesional de este deporte. Empezó a jugar en las calles de su barrio y de ahí pasó a un modesto equipo de fútbol sala, el River Futebol Clube, donde destacó por su técnica y fuerte disparo.
A los catorce años, el América le había concertado una prueba por recomendación de sus hermanos. Sin embargo, fue descubierto días antes por el periodista radiofónico Celso García, quien quedó asombrado tras verle marcar diez goles en un encuentro de futsal. García convenció al padre de Zico para que hiciese esa demostración para el Flamengo, algo que ambos aceptaron sin dudar. Y tras superarla, ingresó en las divisiones inferiores del conjunto rojinegro el 28 de septiembre de 1967. No jugó con el filial hasta dos años después.
En la cantera tuvo que mejorar su forma física, pues era demasiado delgado. A los 16 años inició un programa específico del preparador José Roberto Francalacci, diseñado a largo plazo para ayudarle a competir por un puesto en el primer equipo. El plan incluía inyecciones de esteroides que le ayudaron a ganar masa muscular sin perder velocidad ni agilidad, algo entonces permitido.

### Clube de Regatas do Flamengo
Debutó con el primer equipo del Flamengo el 8 de agosto de 1971, a los 18 años, frente al Vasco da Gama. El marcador final fue de 2:1 y el novato sirvió una asistencia para que Fio Maravilha marcase el gol de la victoria. Sus oportunidades crecieron y en el campeonato Carioca de 1972 consiguió el primer título como profesional. Sin embargo, fue devuelto a los juveniles y no asumió la titularidad hasta 1974, momento en el que recibió la camiseta con el dorsal 10.
Con más confianza y una buena forma física, destacó por su labor atacante: era un mediapunta goleador, aunque también servía asistencias para sus compañeros, y tenía talento para la organización de juego, el regate y los disparos a balón parado. En ese sentido, se convirtió en un especialista del lanzamiento de faltas. Sus registros mejoraron con la titularidad: en 1974 marcó 20 tantos en el campeonato Carioca (que ganó de nuevo) y 12 en la liga nacional, en el que la revista Placar le nombró mejor jugador del torneo. En 1976 vivió un episodio traumático: el fallecimiento de Geraldo Cleofas, su mejor amigo en la plantilla. En su honor organizaron el Trofeo Geraldo Cleofas, en el que el Flamengo venció por 2:0 a un combinado veterano de Brasil liderado por las estrellas Pelé, Rivelino y Jairzinho.

Partido de Zico con el Flamengo.

La consecución del tercer título carioca en 1978 marcó el inicio de una gran etapa deportiva en la historia del Flamengo, por la que incluso se le convocó para la Copa Mundial de Fútbol de 1978. Después de batir el récord de máximo goleador del club en 1979 al superar los 264 goles de Dida, en 1980 logró su primer Campeonato Brasileño. El Flamengo llegó hasta la final contra el Atlético Mineiro y aunque se perdió el partido de ida (0:1) por lesión, para la vuelta ayudó en la remontada y marcó en el 3:2 definitivo. Un año más tarde ganó la Copa Libertadores 1981. En esa ocasión, fue el máximo artillero de la edición con 11 tantos, cuatro de ellos en la final ante el Cobreloa chileno (dos en la ida y dos en el desempate). La temporada se cerró con el cuarto campeonato Carioca y un broche de oro: la Copa Intercontinental 1981 por un sorprendente 3:0 al Liverpool de Bob Paisley, así como un premio individual al mejor jugador del partido.
El Flamengo cerró su ciclo con dos Campeonatos Brasileños más en 1982 (frente a Grêmio) y 1983 (ante Santos F. C.). Esa época supuso también su consagración internacional definitiva con la Copa Mundial de Fútbol de 1982, en la que fue referente de una de las generaciones más atractivas con Sócrates, Falcão, Toninho Cerezo y Júnior en la plantilla. A pesar de asombrar al público con su juego ofensivo, fueron eliminados en la segunda fase por Italia. No obstante, fue incluido en el once ideal de la FIFA y después recibió el título de mejor futbolista del año en Sudamérica. Ya con 30 años, anunció su intención de marcharse a la Serie A italiana al término de la temporada 1983, pese a la negativa de sus aficionados.

### Udinese Calcio (Italia)
Aunque estuvo en la agenda de clubes importantes como la Juventus de Turín y la A. S. Roma, finalmente fue a uno más modesto, el Udinese Calcio, quien se hizo con sus servicios el 1 de junio de 1983 por una cifra récord en aquella época: 4 millones de dólares al Flamengo. La Federación Italiana de Fútbol se opuso al fichaje por su alto coste e incluso llegó a suspender la operación porque el patrocinador de la entidad, la empresa Zanussi, estaba en crisis. Pero los seguidores de Udine se movilizaron para que se hiciese realidad. Las protestas llegaron incluso a disparar los mensajes separatistas en la región del Friul, a la que pertenece el club; el eslogan más popular fue «O Zico o Austria», en referencia a la antigua pertenencia al Imperio austríaco. El presidente italiano Sandro Pertini tuvo que intervenir en el conflicto y medió para que la compra se completase. No solo llegó para mejorar los resultados, sino que su imagen fue utilizada en el Friul para revitalizar la economía de la región.
La temporada 1983-84 dejó un resultado dispar. Cuajó una gran actuación y marcó 19 goles, solo uno menos que el máximo artillero Michel Platini (Juventus) y a pesar de haber jugado menos partidos. Sin embargo, su papel era vital para el desempeño de un club envuelto en una situación interna difícil, en pleno proceso de venta, y con una plantilla descompensada. Los únicos compañeros con cierta relevancia internacional eran el defensor Edinho, el mediocentro Franco Causio y el delantero Pietro Paolo Virdis. El Udinese permaneció en clasificación para competiciones europeas hasta que cayó lesionado frente al Brescia. En su ausencia el plantel cedió posiciones y acabó en noveno lugar, a cuatro puntos de la Copa de la UEFA.
Las cosas no mejoraron al término de la temporada 1984-85, en la que el Udinese acabó duodécimo y a tres puntos del descenso. Se perdió muchos partidos por lesión, aunque siguió deslumbrando a los aficionados italianos en aquellos que pudo jugar. Su mayor especialidad fueron los lanzamientos de falta, marcando la mayoría de sus goles de ese modo. De hecho, en un partido contra el Calcio Catania los seguidores sicilianos pidieron que el jugador tirase las faltas contra su propio equipo.
Al margen del ámbito deportivo, en 1985 se vio envuelto en un presunto delito de exportación ilegal de divisas relacionado con el uso de su imagen, provocado porque los contratos publicitarios para Brasil e Italia eran distintos. Aunque la justicia italiana le condenó en primera instancia a ocho meses de prisión y una multa, recurrió la sentencia y fue absuelto de todos los cargos cuatro años después. El jugador declaró en una entrevista a FourFourTwo que «fui procesado por un error contractual y no hice nada para evitar pagar impuestos, pero la prensa no lo mencionó». Este episodio motivó su salida de la Serie A.
Aunque solo estuvo dos años en el Udinese, la figura de Zico continúa siendo respetada no solo en el club, sino en toda la región del Friul. En 2009 fue nombrado ciudadano de honor de Údine.

### Regreso al Flamengo
Tras dos temporadas en Italia, Zico fichó por el Flamengo y vistió de nuevo la camiseta el 12 de julio de 1985, en un amistoso especial frente a un combinado de estrellas internacionales como Toninho Cerezo, Diego Armando Maradona, Karl-Heinz Rummenigge y Paulo Roberto Falcão.
La alegría por el regreso a Brasil duró poco. Un mes más tarde, en un partido contra el Bangu A. C., el defensor Márcio Nunes le lesionó gravemente tras una brutal entrada con las dos piernas, que comprometió su carrera profesional. Para recuperarse necesitó tres operaciones en la rodilla derecha y un largo tiempo de rehabilitación, e incluso se creyó que no llegaría a la Copa Mundial de Fútbol de 1986. Pese a todo, Zico se esforzó ocho horas diarias para recuperar la musculatura de su pierna izquierda y al final llegó a tiempo para la cita internacional, no sin molestias. Volvió a los terrenos de juego en febrero de 1986 y con Sócrates en el plantel logró el campeonato Carioca de ese año.
El último título importante que ganó fue el cuarto Campeonato Brasileño de 1987 (Copa União), no reconocida por la Confederación Brasileña de Fútbol porque ese año fue un torneo al margen de la liga oficial. Las apariciones se redujeron hasta que en 1989 anunció su retirada del fútbol profesional a finales de año, con 36 años. Su último encuentro profesional fue en diciembre contra el Fluminense; su club ganó 5:0 y él marcó un gol de falta directa.
El 6 de febrero de 1990 se organizó un partido de homenaje en Maracanã, entre el conjunto rojinegro y un plantel de estrellas mundiales como Taffarel, Eric Gerets, Claudio Gentile, Franco Causio, Alberto Tarantini, Jorge Valdano, Mario Kempes, Paul Breitner, Rummenigge y Falcão. Dicho compromiso terminó en empate (2:2). Zico acabó su carrera en el Flamengo como el segundo jugador con más partidos (731 apariciones, superado por Júnior) y el máximo artillero (508 goles).
Poco después tuvo una incursión breve en política. El mismo año de la retirada, el presidente brasileño Fernando Collor de Mello le nombró secretario nacional de Deportes. Bajo su mandato impulsó la llamada «Ley Zico» para sugerir la profesionalización de las entidades deportivas y la fiscalización de sus cuentas. Entre otras medidas, recortaba poder a las federaciones y liberalizaba las transferencias de futbolistas. El gobierno demoró varias veces su aprobación por la presión de los clubes de fútbol más importantes, razón por la que terminó dimitiendo en 1991 y se planteó el regreso al fútbol. De esta etapa lamentó haber sufrido injerencias y aseguró que Collor «tenía buenas ideas, pero terminó decepcionando al pueblo brasileño».

### Kashima Antlers (Japón)

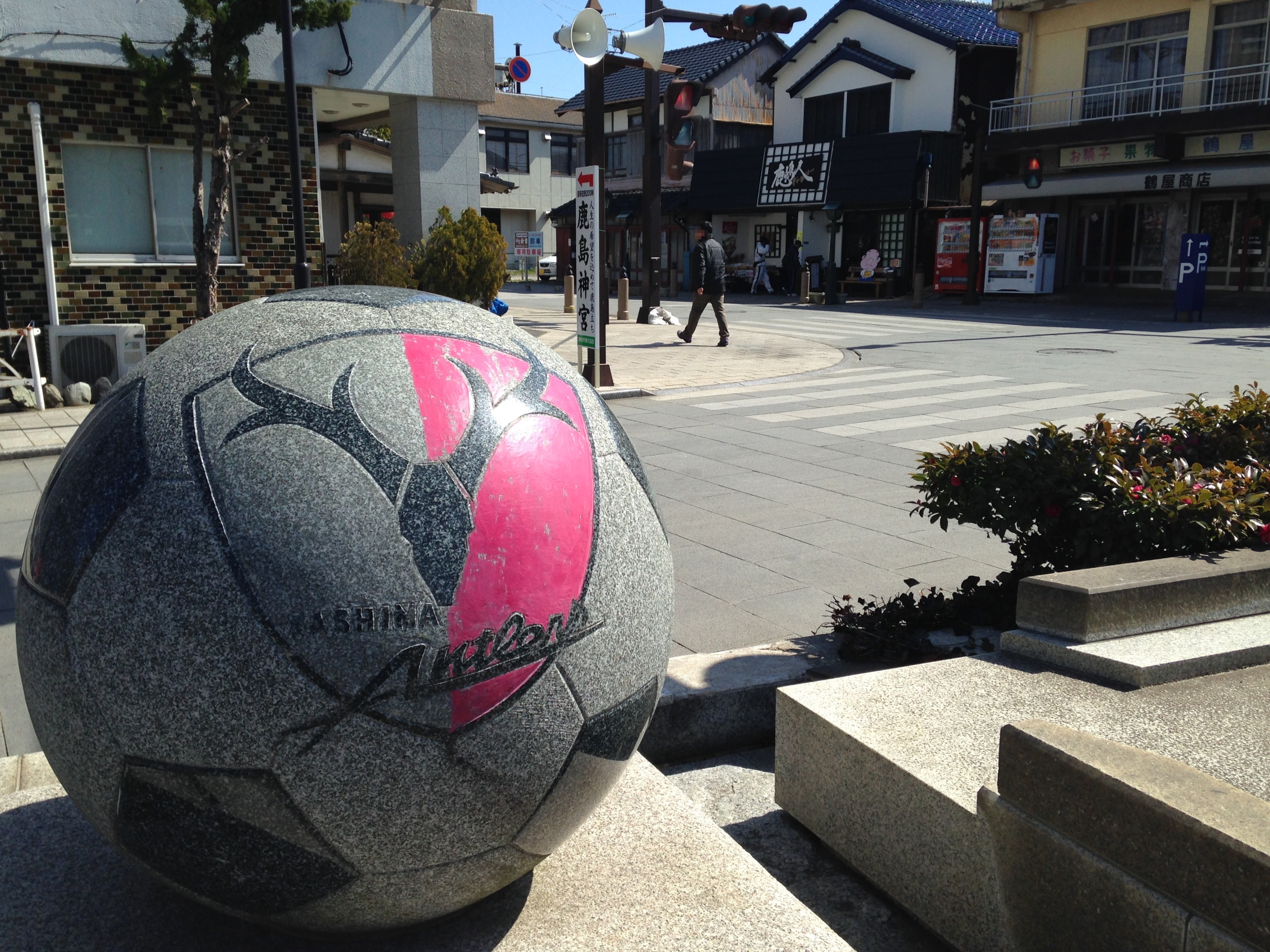
Zico ayudó en la formación del Kashima Antlers, equipo japonés refundado en 1992.

Zico regresó a los campos en 1991 para jugar en el campeonato de Japón. Su destino fue el Sumitomo Metal de Kashima (Ibaraki), vinculado a la siderúrgica Sumitomo Metal Industries y muy interesado en crear sobre su figura un nuevo equipo para competir en la J. League, futura liga profesional. Se le ofreció un salario de tres millones de dólares por dos temporadas, muy elevado si se tiene en cuenta que el Sumitomo estaba entonces en la segunda división. No obstante, el objetivo no era solo mejorar un club, sino desarrollar este deporte en todo el país; hasta la década de 1990, el fútbol japonés estaba vinculado a empresas y era eminentemente amateur.
El Sumitomo Metal se convirtió en 1992 en el Kashima Antlers, que además consiguió su propósito de ser miembro fundador de la J. League. Zico ejerció de capitán y convenció a varios excompañeros del Flamengo para que le acompañasen, como Leonardo y Alcindo Sartori, pero también ayudó a que otros brasileños encontrasen acomodo en el resto de entidades. Además, su prestigio sirvió de reclamo para atraer aficionados a las gradas. Kashima no partía entre los favoritos, pero el mediapunta contribuyó a ganar la primera edición de la Copa de la Liga (Suntory Cup) y a ser finalistas de liga en 1993. En ese último partido, contra Verdy Kawasaki, la estrella sufrió una de sus pocas expulsiones por protestar la actuación del colegiado.
Con cada vez menos minutos por las lesiones, se retiró en agosto de 1994, ya con 41 años. Siguió vinculado a la entidad como asesor. Su disciplina y compromiso para impulsar el fútbol en Japón le valió la veneración de los aficionados nipones. En los alrededores del Estadio de Kashima hay una estatua de Zico y una placa con sus huellas, que recuerdan el impacto que tuvo en la ciudad.

### Vida tras la retirada
En 1995 fue invitado para integrar la selección brasileña de fútbol playa que participó en la primera Copa Mundial de la especialidad, celebrada en Brasil ese mismo año. Se alzó con el título, fue máximo goleador con 12 tantos (récord compartido con el italiano Alessandro Altobelli) y MVP de la edición. Al año siguiente repitió la experiencia y sumó su segundo campeonato.
El 12 de julio de 1996 inauguró su propio club de fútbol, el Río de Janeiro Futebol Clube (actual Centro de Futebol Zico do Rio Sociedade Esportiva). Especializado en fútbol de formación, posee un filial en Brasilia y mantiene acuerdos de colaboración con el Flamengo.

## Selección nacional
Zico fue internacional por la selección de fútbol de Brasil en 71 apariciones en partidos oficiales y marcó 48 goles. Disputó tres Copas Mundiales (1978, 1982 y 1986) y la Copa América de 1979.
Su debut con la categoría absoluta el 25 de febrero de 1976, en la final de la Copa Río Branco que su país ganó a Uruguay por 2:1, y en el que además marcó el gol de la victoria. Entre 1976 y 1986 disputó con un total de 71 partidos y marcó 48 tantos. En el momento de su retirada era el segundo máximo goleador por detrás de Pelé, aunque su marca fue superada años después por Romário.
En las categorías inferiores participó en cinco encuentros de la clasificatoria sudamericana para los Juegos Olímpicos de Múnich 1972, pero el seleccionador Mário Zagallo decidió no convocarlo para la gran cita. El episodio marcó tanto al futbolista que llegó incluso a plantearse la retirada, aunque siguió en activo porque sus hermanos y padre le convencieron.
Su primer torneo importante fue la Copa Mundial de Fútbol de 1978 en Argentina. En el debut contra Suecia fue titular y vio cómo le anularon un gol en el último minuto. No obstante, a partir de la tercera jornada el seleccionador Cláudio Coutinho le relegó a la suplencia por Jorge Mendonça. Ya en la segunda fase se lesionó frente a Polonia, así que no estuvo listo para el choque por el tercer puesto. Brasil fue eliminada al empatar a puntos con el país anfitrión y tener peor diferencia de goles; aunque partían con ventaja de cinco sobre los argentinos, la albiceleste venció en el último choque a Perú por 6:0, en uno de los partidos más cuestionados en la historia de los mundiales.
En la Copa Mundial de 1982 celebrada en España, los brasileños partían favoritos para llevarse el trofeo. La selección estaba dirigida por Telê Santana, apostaba por un juego atractivo y vistoso y contó con Sócrates, Júnior, Falcão y Toninho Cerezo en el plantel. Marcó cuatro goles: uno a Escocia, dos a Nueva Zelanda y otro a la Argentina de Maradona, a la que además eliminaron del torneo. Sin embargo, su país volvió a ser eliminado en la segunda fase por Italia, a la postre campeona. Zico fue incluido en el once ideal de la edición y se llevó la Bota de Bronce.
Para la Copa Mundial de 1986 llegó con molestias físicas por una grave lesión de rodilla de la que no se había recuperado por completo, a pesar de haber regresado en febrero. Solo participó en tres partidos, ninguno de titular. Su última internacionalidad fue la eliminación en cuartos de final contra Francia, en la que falló un penal en el tiempo regular, detenido por Joël Bats. El tiempo reglamentario finalizó y Brasil fue derrotada en la tanda de penaltis.

### Participaciones en Copas del Mundo
| Mundial                        | Sede      | Resultado        | Partidos | Goles |
| ------------------------------ | --------- | ---------------- | -------- | ----- |
| Copa Mundial de Fútbol de 1978 | Argentina | Tercer lugar     | 6        | 1     |
| Copa Mundial de Fútbol de 1982 | España    | Segunda fase     | 5        | 4     |
| Copa Mundial de Fútbol de 1986 | México    | Cuartos de final | 3        | 0     |

### Participaciones en Copa América
| Copa              | Sede          | Resultado   | Partidos | Goles |
| ----------------- | ------------- | ----------- | -------- | ----- |
| Copa América 1979 | Sin sede fija | Semifinales | 3        | 2     |

## Carrera como entrenador
Selección brasileña

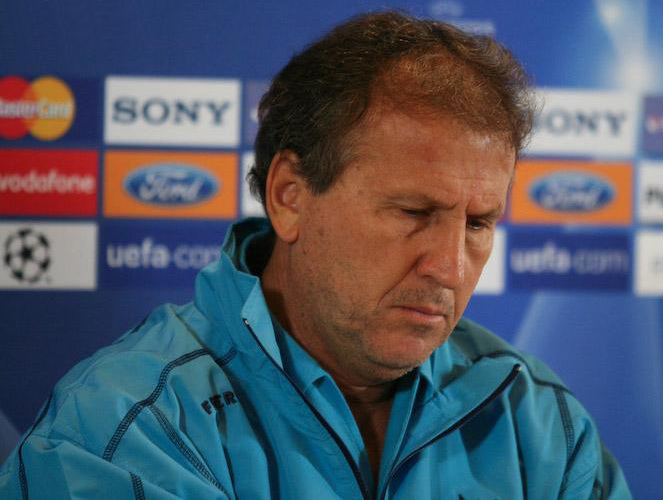
Rueda de prensa de Zico en el Fenerbahçe.

El primer trabajo de Zico al frente de un banquillo fue como asesor de Mário Zagallo, seleccionador de Brasil en la Copa Mundial de Fútbol de 1998. Una de sus decisiones fue no convocar a Romário, hecho que enemistó a ambas personas durante más de una década.
Kashima Antlers
En agosto de 1999 fue contratado como técnico interino del Kashima Antlers japonés para reconstruir la plantilla y mejorar su mala posición en liga. Cumplió los objetivos previstos, pero al finalizar la temporada se marchó para gestionar el Centro de Futebol Zico. El astro recomendó a Toninho Cerezo de sustituto y la elección resultó exitosa, al permanecer allí cinco años.
Selección japonesa
Luego de dos años en el CFZ, asumió su primer gran reto en 2002. La Asociación Japonesa de Fútbol le convenció para sustituir a Philippe Troussier en la dirección técnica de Japón tras el Mundial. Trató de aportar al seleccionado un estilo de juego al ataque, con libertad de movimientos y pases cortos. Sus comienzos no fueron positivos, pero el trabajo dio frutos con la victoria en la Copa Asiática 2004. Aguantó en el cargo hasta la Copa Mundial de Fútbol de 2006: Japón fue eliminada en la fase de grupos con derrotas frente a Brasil y Australia y un empate a Croacia.
Fenerbahçe
En julio de 2006 aceptó un contrato por dos temporadas con el Fenerbahçe turco. En su primera campaña ganó la Liga de Turquía y la Supercopa, mientras que en la segunda llevó a los de Estambul hasta cuartos de final de la Liga de Campeones de la UEFA 2007-08, algo nunca antes logrado por un club otomano en el nuevo formato. En el torneo doméstico finalizó segundo, superado por el Galatasaray SK. Abandonó el club en verano de 2008.
Bunyodkor Tashkent
Al término de esa experiencia, aceptó una oferta del Kuruvchi Tashkent de Uzbekistán, donde repitió éxitos con un doblete de liga y copa, así como unas semifinales en la Liga de Campeones de la AFC 2008.
CSKA de Moscú
En enero de 2009 firmó por el CSKA de Moscú para sustituir a Valeri Gazzáiev, pero su etapa fue breve. Aunque llevó al plantel hasta cuartos de final de la Copa de la UEFA, siendo eliminados por el Shakhtar Donetsk, y obtuvo tanto la Copa de Rusia como la Supercopa, las actuaciones en liga no convencieron. Una serie de malos resultados propiciaron su dimisión el 10 de septiembre del mismo año, siendo reemplazado por Juande Ramos.
Olympiacos
En menos de una semana selló un contrato por dos temporadas con el Olympiacos F. C. Al principio, logró la clasificación para octavos de final de la Liga de Campeones y firmó un buen inicio en la liga, pero en los meses de invierno los resultados empeoraron. Además de una racha negativa, su equipo fue eliminado en Copa por un equipo de segunda división y parte de la afición se movilizó en su contra. Al final, la directiva le cesó el 19 de enero de 2010 y se negó a pagarle una indemnización.
Flamengo
El episodio griego hizo que Zico se plantease su carrera, razón por la que aceptó en mayo de 2010 la dirección deportiva del Flamengo. No obstante, los desacuerdos con la directiva propiciaron su marcha cinco meses después.
Selección iraquí y Al-Gharafa
Entre 2011 y 2012 fue seleccionador de Irak, de donde se marchó alegando incumplimiento de contrato, y en la temporada 2013-14 dirigió al Al-Gharafa de Catar.
FC Goa
Regresó a los banquillos en septiembre de 2014 para aceptar un puesto en el FC Goa, equipo de la Superliga de India. Llevó a este equipo a la final por el título, pero perdió contra el Chennaiyin FC.

## Otras consideraciones

### Estilo de juego
Se desempeñaba como mediapunta, aunque también podía ejercer de centrocampista y de delantero, y fue una de las referencias futbolísticas de su generación. De amplio registro goleador, trabajó en especial el control del balón y la colocación de sus disparos; sabía desmarcarse, era letal en el uno contra uno y tenía habilidad para el regate. Además, su visión de juego y el pase, sobre todo en distancias cortas, le permitieron generar asistencias para sus compañeros de forma habitual.
La otra especialidad eran las jugadas a balón parado, convirtiéndose en el especialista en faltas directas y penaltis por todos los clubes que pasó.
Cuando debutó con el primer equipo en 1974 llamó la atención su débil constitución física, muy flaco para el fútbol profesional. Para remediarlo, el Flamengo desarrolló desde juveniles un programa específico para que ganara masa muscular.

### Registros goleadores
Zico ha destacado también por su acierto de cara a portería. Fue seis veces máximo goleador del campeonato Carioca (1975, 1977, 1979, 1979 extra y 1982), dos del Campeonato Brasileño (1980 y 1982) y uno de la Copa Libertadores (1981).
Según los datos de la Federación Internacional de Historia y Estadística de Fútbol (IFFHS), es el noveno mayor goleador de la historia en categorías superiores, con 406 tantos entre 1971 y 1994. Esto supone un promedio de 17 goles por temporada y de 0,68 por partido. La mayor parte del registro lo logró con la camiseta del Flamengo: figura como el máximo artillero de la entidad (508) y el jugador que más veces ha marcado en el Estadio Maracaná (333).
Si se tienen en cuenta todos los torneos oficiales, la cifra asciente a 524 goles, lo que le convierte en el decimoséptimo máximo artillero de la historia.
No obstante, el propio jugador asegura que en toda su carrera ha marcado un total de 826 goles, cifra no reconocida por la comunidad futbolística internacional. Al igual que hicieron Pelé y Romário para alcanzar los 1000 goles, tomó en cuenta los anotados en amistosos, categorías inferiores e incluso los duelos benéficos.
| Equipo                          | Partidos | Goles | Promedio |
| ------------------------------- | -------- | ----- | -------- |
| Flamengo                        | 731      | 508   | 0.69     |
| Flamengo (juvenil)              | 63       | 37    | 0.59     |
| Flamengo (cantera)              | 88       | 66    | 0.75     |
| Udinese Calcio                  | 79       | 56    | 0.71     |
| Kashima Antlers                 | 88       | 54    | 0.61     |
| Selección de Brasil (absoluta)  | 72       | 52    | 0.72     |
| Selección de Brasil (sub-23)    | 8        | 1     | 0.13     |
| Selección de Brasil (veteranos) | 18       | 10    | 0.56     |
| Selección Carioca               | 1        | 1     | 1        |
| Amistosos                       | 51       | 49    | 0.96     |
| Total                           | 1180     | 826   | 0.7      |

En 2012 el Flamengo reclamó a la FIFA para que reconocieran a Zico como el máximo goleador en un mismo año. Según sus datos, en 1979 logró 89 tantos: 81 en competiciones oficiales, ocho con Brasil y uno en un amistoso. La petición no prosperó porque no se aportaron datos fiables para verificar la información. Al término del año, Lionel Messi consiguió 91 goles oficiales entre el F. C. Barcelona y Argentina.

### Vida privada
Es descendiente de portugueses tanto por la parte paterna como por la materna. El abuelo materno, Arthur Ferreira da Costa Silva, era natural de Oliveira de Azeméis y emigró a Río de Janeiro a finales del siglo XIX, por lo que su madre Matilde ya nació en Brasil. Su padre José Antunes Coimbra nació en la portuguesa localidad de Tondela y se desplazó con toda su familia a Brasil cuando tenía 10 años. Matilde y José se conocieron en 1926 y se casaron diecisiete años después. El padre siempre mantuvo estrechos vínculos con su país natal, conservó la nacionalidad y fue seguidor del Sporting de Lisboa.
Fue el menor de una familia de siete hermanos, compuesta por seis varones y una mujer: María José «Zezé», Antunes, Zeca, Nando, Edu y Tunico. Él fue bautizado Arthur en honor a su abuelo materno, fallecido un año después.
Está casado desde 1975 con Sandra Carvalho de Sá, a la que conoció antes de empezar su carrera profesional. La pareja ha tenido tres hijos: Arthur Antunes Coimbra Júnior (1977), Bruno de Sá Coimbra (1978) y Thiago de Sá Coimbra (1983). Bruno es el presidente del Centro de Futebol Zico do Rio, mientras que Thiago intentó sin éxito ser futbolista profesional.

## Clubes

### Como jugador
| Club            | País   | Año       | Partidos | Goles |
| --------------- | ------ | --------- | -------- | ----- |
| C. R. Flamengo  | Brasil | 1971-1983 | 506      | 378   |
| Udinese Calcio  | Italia | 1983-1985 | 53       | 30    |
| C. R. Flamengo  | Brasil | 1985-1989 | 74       | 23    |
| Kashima Antlers | Japón  | 1991-1994 | 65       | 45    |

### Como entrenador
| Club               | País       | Año       |
| ------------------ | ---------- | --------- |
| Kashima Antlers    | Japón      | 1999      |
| Selección de Japón | Japón      | 2002-2006 |
| Fenerbahçe S. K.   | Turquía    | 2006-2008 |
| Kuruvchi P. F. C.  | Uzbekistán | 2008      |
| CSKA de Moscú      | Rusia      | 2009      |
| Olympiacos F. C.   | Grecia     | 2009-2010 |
| Selección de Irak  | Irak       | 2011-2012 |
| Al-Gharafa         | Catar      | 2013-2014 |
| FC Goa             | India      | 2014-2016 |

## Estadísticas
Datos actualizados a fin de carrera deportiva.
| Club | Div           | Temporada     | Liga  | Liga  | Estatal(1) | Estatal(1) | Copas(2) | Copas(2) | Internacional(3) | Internacional(3) | Otros torneos(4) | Otros torneos(4) | Total(5) | Total(5) | Promedio | Promedio |
| Club | Div           | Temporada     | Part. | Goles | Part.      | Goles      | Part.    | Goles    | Part.            | Goles            | Part.            | Goles            | Part.    | Goles    |          |          |
| --- | ------------- | ------------- | ----- | ----- | ---------- | ---------- | -------- | -------- | ---------------- | ---------------- | ---------------- | ---------------- | -------- | -------- | -------- | -------- |
| Flamengo · Brasil |               |               |       |       |            |            |          |          |                  |                  |                  |                  |          |          |          |          |
| 1.ª | 1971          | 15            | 2     | -     | -          | -          | -        | -        | -                | 2                | 0                | 17               | 2        | 0,11     |          |          |
| 1.ª | 1972          | 4             | 0     | 2     | 0          | -          | -        | -        | -                | -                | -                | 6                | 0        | 0,00     |          |          |
| 1.ª | 1973          | 26            | 8     | 9     | 0          | -          | -        | -        | -                | -                | -                | 35               | 8        | 0,22     |          |          |
| 1.ª | 1974          | 19            | 12    | 31    | 20         | -          | -        | -        | -                | -                | -                | 50               | 32       | 0,69     |          |          |
| 1.ª | 1975          | 27            | 10    | 29    | 30         | -          | -        | -        | -                | -                | -                | 56               | 40       | 0,71     |          |          |
| 1.ª | 1976          | 20            | 14    | 27    | 18         | -          | -        | -        | -                | -                | -                | 47               | 32       | 0,68     |          |          |
| 1.ª | 1977          | 18            | 10    | 29    | 27         | -          | -        | -        | -                | -                | -                | 47               | 37       | 0,78     |          |          |
| 1.ª | 1978          | -             | -     | 22    | 19         | -          | -        | -        | -                | -                | -                | 22               | 19       | 0,86     |          |          |
| 1.ª | 1979          | 8             | 5     | 42    | 60         | -          | -        | -        | -                | -                | -                | 50               | 65       | 1,30     |          |          |
| 1.ª | 1980          | 19            | 21    | 22    | 17         | -          | -        | -        | -                | 4                | 2                | 45               | 40       | 0,88     |          |          |
| 1.ª | 1981          | 8             | 3     | 35    | 25         | -          | -        | 14       | 11               | -                | -                | 57               | 39       | 0,68     |          |          |
| 1.ª | 1982          | 23            | 21    | 23    | 21         | -          | -        | 4        | 2                | -                | -                | 50               | 44       | 0,88     |          |          |
| 1.ª | 1983          | 25            | 17    | -     | -          | -          | -        | 4        | 3                | -                | -                | 29               | 20       | 0,68     |          |          |
| 1.ª | 1985          | 3             | 1     | 3     | 2          | -          | -        | -        | -                | -                | -                | 6                | 3        | 0,50     |          |          |
| 1.ª | 1986          | -             | -     | 4     | 3          | -          | -        | -        | -                | -                | -                | 4                | 3        | 0,75     |          |          |
| 1.ª | 1987          | 12            | 5     | 5     | 1          | -          | -        | -        | -                | -                | -                | 17               | 6        | 0,35     |          |          |
| 1.ª | 1988          | 14            | 4     | 6     | 0          | -          | -        | -        | -                | -                | -                | 20               | 4        | 0,20     |          |          |
| 1.ª | 1989          | 8             | 2     | 11    | 2          | 7          | 3        | 1        | 0                | -                | -                | 20               | 4        | 0,20     |          |          |
| Total club | Total club    | 249           | 135   | 300   | 245        | 7          | 3        | 22       | 16               | 6                | 2                | 584              | 401      | 0,68     |          |          |
| Udinese · Italia |               |               |       |       |            |            |          |          |                  |                  |                  |                  |          |          |          |          |
| 1.ª | 1983-84       | 24            | 19    | -     | -          | 9          | 5        | -        | -                | -                | -                | 33               | 24       | 0,72     |          |          |
| 1.ª | 1984-85       | 16            | 3     | -     | -          | 4          | 3        | -        | -                | -                | -                | 20               | 6        | 0,30     |          |          |
| Total club | Total club    | 40            | 22    | 0     | 0          | 13         | 8        | 0        | 0                | 0                | 0                | 53               | 30       | 0,56     |          |          |
| Kashima Antlers Japón |               |               |       |       |            |            |          |          |                  |                  |                  |                  |          |          |          |          |
| 1.ª | 1991-1992     | 22            | 21    | -     | -          | -          | -        | -        | -                | -                | -                | 22               | 21       | 0,95     |          |          |
| 1.ª | 1992          | -             | -     | -     | -          | 12         | 7        | -        | -                | -                | -                | 12               | 7        | 0,58     |          |          |
| 1.ª | 1993          | 17            | 9     | -     | -          | 7          | 3        | -        | -                | -                | -                | 24               | 12       | 0,50     |          |          |
| 1.ª | 1994          | 7             | 5     | -     | -          | -          | -        | -        | -                | -                | -                | 7                | 5        | 0,30     |          |          |
| Total club | Total club    | 46            | 35    | 0     | 0          | 19         | 10       | 0        | 0                | 0                | 0                | 65               | 45       | 0,69     |          |          |
| Total carrera | Total carrera | Total carrera | 335   | 192   | 300        | 245        | 39       | 21       | 22               | 16               | 6                | 2                | 702      | 476      | 0,67     |          |
| (1) Incluye datos de la Taça Guanabara (1971, 1980). (2) Incluye datos del Campeonato Carioca (1972, 1973, 1974, 1975, 1976, 1977, 1978, 1979, 1980, 1981, 1982, 1983, 1984, 1985, 1986, 1987, 1988, 1989). (3) Incluye datos de la Copa Italia (1983-84, 1984-85); Copa de Brasil (1989). (4) Incluye datos de la Copa Libertadores (1981, 1982, 1983); Copa Intercontinental (1981); Supercopa Sudamericana (1989). (5) No incluye goles en partidos amistosos. |               |               |       |       |            |            |          |          |                  |                  |                  |                  |          |          |          |          |

## Selección nacional
Las puntuaciones y los resultados enumeran la cuenta de goles de Brasil en primer lugar."
| Goles | Fecha                    | Lugar                                               | Oponente       | Marcador | Resultado | Competición                             |
| ----- | ------------------------ | --------------------------------------------------- | -------------- | -------- | --------- | --------------------------------------- |
| 1.    | 25 de febrero de 1976    | Estadio Centenario, Montevideo, Uruguay             | Uruguay        | 1–0      | 2–1       | Partido amistoso                        |
| 2.    | 27 de febrero de 1976    | Estadio Antonio V. Liberti, Buenos Aires, Argentina | Argentina      | 2–0      | 2–1       | Partido amistoso                        |
| 3.    | 28 de abril de 1976      | Estadio de Maracaná, Río de Janeiro, Brasil         | Uruguay        | 2–1      | 2–1       | Partido amistoso                        |
| 4.    | 31 de mayo de 1976       | Yale Bowl, New Haven, Estados Unidos                | Italia         | 3–1      | 4–1       | Partido amistoso                        |
| 5.    | 9 de junio de 1976       | Estadio de Maracaná, Río de Janeiro, Brasil         | Paraguay       | 1–0      | 3–1       | Partido amistoso                        |
| 6.    | 1 de diciembre de 1976   | Estadio de Maracaná, Río de Janeiro, Brasil         | URSS           | 1–0      | 2–0       | Partido amistoso                        |
| 7.    | 9 de marzo de 1977       | Estadio de Maracaná, Río de Janeiro, Brasil         | Colombia       | 2–0      | 6–0       | Eliminatorias al Mundial Argentina 1978 |
| 8.    | 23 de junio de 1977      | Estadio de Maracaná, Río de Janeiro, Brasil         | Escocia        | 1–0      | 2–0       | Partido amistoso                        |
| 9.    | 14 de julio de 1977      | Estadio Pascual Guerrero, Cali, Colombia            | Bolivia        | 1–0      | 8–0       | Eliminatorias al Mundial Argentina 1978 |
| 10.   | 14 de julio de 1977      | Estadio Pascual Guerrero, Cali, Colombia            | Bolivia        | 2–0      | 8–0       | Eliminatorias al Mundial Argentina 1978 |
| 11.   | 14 de julio de 1977      | Estadio Pascual Guerrero, Cali, Colombia            | Bolivia        | 4–0      | 8–0       | Eliminatorias al Mundial Argentina 1978 |
| 12.   | 14 de julio de 1977      | Estadio Pascual Guerrero, Cali, Colombia            | Bolivia        | 6–0      | 8–0       | Eliminatorias al Mundial Argentina 1978 |
| 13.   | 1 de mayo de 1978        | Estadio de Maracaná, Río de Janeiro, Brasil         | Perú           | 1–0      | 3–0       | Partido amistoso                        |
| 14.   | 17 de mayo de 1978       | Estadio de Maracaná, Río de Janeiro, Brasil         | Checoslovaquia | 1–0      | 3–0       | Partido amistoso                        |
| 15.   | 14 de junio de 1978      | Estadio Malvinas Argentinas, Mendoza, Argentina     | Perú           | 3–0      | 3–0       | Copa Mundial de Fútbol de 1978          |
| 16.   | 17 de mayo de 1979       | Estadio de Maracaná, Río de Janeiro, Brasil         | Paraguay       | 3–0      | 6–0       | Partido amistoso                        |
| 17.   | 17 de mayo de 1979       | Estadio de Maracaná, Río de Janeiro, Brasil         | Paraguay       | 4–0      | 6–0       | Partido amistoso                        |
| 18.   | 17 de mayo de 1979       | Estadio de Maracaná, Río de Janeiro, Brasil         | Paraguay       | 5–0      | 6–0       | Partido amistoso                        |
| 19.   | 2 de agosto de 1979      | Estadio de Maracaná, Río de Janeiro, Brasil         | Argentina      | 1–0      | 2–1       | Copa América 1979                       |
| 20.   | 16 de septiembre de 1979 | Estadio Morumbi, São Paulo, Brasil                  | Bolivia        | 2–0      | 2–0       | Copa América 1979                       |
| 21.   | 24 de junio de 1980      | Estádio Mineirão, Belo Horizonte, Brasil            | Chile          | 1–0      | 2–1       | Partido amistoso                        |
| 22.   | 29 de junio de 1980      | Estadio Morumbi, São Paulo, Brasil                  | Polonia        | 1–1      | 1–1       | Partido amistoso                        |
| 23.   | 30 de octubre de 1980    | Estadio Serra Dourada, Goiânia, Brasil              | Paraguay       | 1–0      | 6–0       | Partido amistoso                        |
| 24.   | 30 de octubre de 1980    | Estadio Serra Dourada, Goiânia, Brasil              | Paraguay       | 2–0      | 6–0       | Partido amistoso                        |
| 25.   | 8 de febrero de 1981     | Estadio Olímpico, Caracas, Venezuela                | Venezuela      | 1–0      | 6–0       | Eliminatorias al Mundial España 1982    |
| 26.   | 14 de febrero de 1981    | Estadio Olímpico Atahualpa, Quito, Ecuador          | Ecuador        | 1–0      | 6–0       | Partido amistoso                        |
| 27.   | 14 de marzo de 1981      | Estádio Santa Cruz, Ribeirão Preto, Brasil          | Chile          | 1–0      | 2–1       | Partido amistoso                        |
| 28.   | 22 de marzo de 1981      | Estadio de Maracaná, Río de Janeiro, Brasil         | Bolivia        | 1–0      | 3–1       | Eliminatorias al Mundial España 1982    |
| 29.   | 22 de marzo de 1981      | Estadio de Maracaná, Río de Janeiro, Brasil         | Bolivia        | 2–0      | 3–1       | Eliminatorias al Mundial España 1982    |
| 30.   | 22 de marzo de 1981      | Estadio de Maracaná, Río de Janeiro, Brasil         | Bolivia        | 3–1      | 3–1       | Eliminatorias al Mundial España 1982    |
| 31.   | 29 de marzo de 1981      | Estadio Serra Dourada, Goiânia, Brasil              | Venezuela      | 4–0      | 5–0       | Eliminatorias al Mundial España 1982    |
| 32.   | 12 de mayo de 1981       | Estadio de Wembley, Londres, Inglaterra             | Inglaterra     | 1–0      | 1–0       | Partido amistoso                        |
| 33.   | 15 de mayo de 1981       | Parque de los Príncipes, París, Francia             | Francia        | 1–0      | 3–1       | Partido amistoso                        |
| 34.   | 28 de octubre de 1981    | Estadio Olímpico, Porto Alegre, Brasil              | Bulgaria       | 2–0      | 3–0       | Partido amistoso                        |
| 35.   | 3 de marzo de 1982       | Estadio Morumbi, São Paulo, Brasil                  | Checoslovaquia | 1–0      | 1–1       | Partido amistoso                        |
| 36.   | 5 de mayo de 1982        | Castelão, São Luís, Brasil                          | Portugal       | 3–0      | 3–1       | Partido amistoso                        |
| 37.   | 19 de mayo de 1982       | Estadio de Arruda, Recife, Brasil                   | Suiza          | 1–0      | 1–1       | Partido amistoso                        |
| 38.   | 27 de mayo de 1982       | Parque do Sabiá, Uberlândia, Brasil                 | Irlanda        | 7–0      | 7–0       | Partido amistoso                        |
| 39.   | 18 de junio de 1982      | Estadio Benito Villamarín, Sevilla, España          | Escocia        | 1–1      | 4–1       | Copa Mundial de Fútbol de 1982          |
| 40.   | 23 de junio de 1982      | Estadio Benito Villamarín, Sevilla, España          | Nueva Zelanda  | 1–1      | 4–1       | Copa Mundial de Fútbol de 1982          |
| 41.   | 23 de junio de 1982      | Estadio Benito Villamarín, Sevilla, España          | Nueva Zelanda  | 2–0      | 4–1       | Copa Mundial de Fútbol de 1982          |
| 42.   | 2 de julio de 1982       | Estadio de Sarrià, Barcelona, España                | Argentina      | 1–0      | 3–1       | Copa Mundial de Fútbol de 1982          |
| 43.   | 8 de junio de 1985       | Estadio Beira-Rio, Porto Alegre, Brasil             | Chile          | 1–0      | 3–1       | Partido amistoso                        |
| 44.   | 8 de junio de 1985       | Estadio Beira-Rio, Porto Alegre, Brasil             | Chile          | 2–0      | 3–1       | Partido amistoso                        |
| 45.   | 16 de junio de 1985      | Estadio Defensores del Chaco, Asunción, Paraguay    | Paraguay       | 2–0      | 2–0       | Eliminatorias al Mundial México 1986    |
| 46.   | 30 de abril de 1986      | Estadio de Arruda, Recife, Brasil                   | Yugoslavia     | 1–0      | 4–2       | Partido amistoso                        |
| 47.   | 30 de abril de 1986      | Estadio de Arruda, Recife, Brasil                   | Yugoslavia     | 2–2      | 4–2       | Partido amistoso                        |
| 48.   | 30 de abril de 1986      | Estadio de Arruda, Recife, Brasil                   | Yugoslavia     | 3–2      | 4–2       | Partido amistoso                        |

| Selección         | Año   | Amistoso | Amistoso | Copa América | Copa América | Eliminatorias | Eliminatorias | Mundial | Mundial | Total | Total |
| Selección         | Año   | PJ       | G        | PJ           | G            | PJ            | G             | PJ      | G       | PJ    | G     |
| ----------------- | ----- | -------- | -------- | ------------ | ------------ | ------------- | ------------- | ------- | ------- | ----- | ----- |
| Absoluta · Brasil | 1976  | 9        | 6        | -            | -            | -             | -             | -       | -       | 9     | 6     |
| Absoluta · Brasil | 1977  | 4        | 1        | -            | -            | 3             | 5             | -       | -       | 7     | 6     |
| Absoluta · Brasil | 1978  | 5        | 2        | -            | -            | -             | -             | 6       | 1       | 11    | 3     |
| Absoluta · Brasil | 1979  | 2        | 3        | 3            | 2            | -             | -             | -       | -       | 5     | 5     |
| Absoluta · Brasil | 1980  | 5        | 4        | -            | -            | -             | -             | -       | -       | 5     | 4     |
| Absoluta · Brasil | 1981  | 8        | 5        | -            | -            | 4             | 5             | -       | -       | 12    | 10    |
| Absoluta · Brasil | 1982  | 6        | 4        | -            | -            | -             | -             | 5       | 4       | 11    | 8     |
| Absoluta · Brasil | 1983  | 1        | 0        | -            | -            | -             | -             | -       | -       | 1     | 0     |
| Absoluta · Brasil | 1985  | 1        | 2        | -            | -            | 4             | 1             | -       | -       | 5     | 3     |
| Absoluta · Brasil | 1986  | 2        | 3        | -            | -            | -             | -             | 3       | 0       | 5     | 3     |
| Absoluta · Brasil | Total | 43       | 30       | 3            | 2            | 11            | 11            | 14      | 5       | 71    | 48    |

## Palmarés

### Como jugador

#### Campeonatos regionales
| Título                      | Club     | Sede           | Año  |
| --------------------------- | -------- | -------------- | ---- |
| Taça Guanabara              | Flamengo | Río de Janeiro | 1972 |
| Campeonato Carioca          | Flamengo | Río de Janeiro | 1972 |
| Taça Guanabara              | Flamengo | Río de Janeiro | 1973 |
| Campeonato Carioca          | Flamengo | Río de Janeiro | 1974 |
| Taça Guanabara              | Flamengo | Río de Janeiro | 1978 |
| Campeonato Carioca          | Flamengo | Río de Janeiro | 1978 |
| Campeonato Carioca Especial | Flamengo | Río de Janeiro | 1979 |
| Taça Guanabara              | Flamengo | Río de Janeiro | 1979 |
| Campeonato Carioca          | Flamengo | Río de Janeiro | 1979 |
| Taça Guanabara              | Flamengo | Río de Janeiro | 1980 |
| Taça Guanabara              | Flamengo | Río de Janeiro | 1981 |
| Campeonato Carioca          | Flamengo | Río de Janeiro | 1981 |
| Taça Guanabara              | Flamengo | Río de Janeiro | 1982 |
| Taça Río                    | Flamengo | Río de Janeiro | 1985 |
| Taça Río                    | Flamengo | Río de Janeiro | 1986 |
| Campeonato Carioca          | Flamengo | Río de Janeiro | 1986 |
| Taça Guanabara              | Flamengo | Río de Janeiro | 1988 |
| Taça Guanabara              | Flamengo | Río de Janeiro | 1989 |

#### Campeonatos nacionales
| Título       | Club     | Sede           | Año  |
| ------------ | -------- | -------------- | ---- |
| Taça de Ouro | Flamengo | Río de Janeiro | 1980 |
| Taça de Ouro | Flamengo | Porto Alegre   | 1982 |
| Taça de Ouro | Flamengo | Río de Janeiro | 1983 |
| Copa Unión   | Flamengo | Río de Janeiro | 1987 |

#### Campeonatos internacionales
| Título                | Club     | Sede       | Año  |
| --------------------- | -------- | ---------- | ---- |
| Copa Libertadores     | Flamengo | Montevideo | 1981 |
| Copa Intercontinental | Flamengo | Tokio      | 1981 |

| Título                          | Selección | Sede           | Año  |
| ------------------------------- | --------- | -------------- | ---- |
| Torneo Preolímpico Sudamericano | Brasil    | Bogotá         | 1971 |
| Copa Mundial de Fútbol Playa    | Brasil    | Río de Janeiro | 1995 |
| Copa América de Fútbol Playa    | Brasil    | Santos         | 1995 |
| Copa Mundial de Fútbol Playa    | Brasil    | Río de Janeiro | 1996 |
| Copa América de Fútbol Playa    | Brasil    | Salvador       | 1996 |

#### Torneos internacionales no oficiales
| Título                   | Selección | Sede           | Año  |
| ------------------------ | --------- | -------------- | ---- |
| Copa Río Branco          | Brasil    | Río de Janeiro | 1976 |
| Copa del Atlántico       | Brasil    | Río de Janeiro | 1976 |
| Copa Roca                | Brasil    | Río de Janeiro | 1976 |
| Torneo Copa Bicentenario | Brasil    | New Haven      | 1976 |
| Copa Oswaldo Cruz        | Brasil    | Río de Janeiro | 1976 |
| Mundialito de Cali       | Brasil    | Cali           | 1977 |

### Como asistente técnico

#### Campeonatos nacionales
| Título             | Club            | Sede     | Año  |
| ------------------ | --------------- | -------- | ---- |
| J. League          | Kashima Antlers | Kawasaki | 1996 |
| Supercopa de Japón | Kashima Antlers | Tokio    | 1997 |
| Copa J. League     | Kashima Antlers | Kashima  | 1997 |
| Copa del Emperador | Kashima Antlers | Tokio    | 1997 |
| Supercopa de Japón | Kashima Antlers | Tokio    | 1998 |
| J. League          | Kashima Antlers | Kashima  | 1998 |
| Supercopa de Japón | Kashima Antlers | Tokio    | 1999 |

### Como entrenador

#### Campeonatos nacionales
| Título               | Club               | Sede     | Año     |
| -------------------- | ------------------ | -------- | ------- |
| Superliga de Turquía | Fenerbahçe         | Estambul | 2006/07 |
| Supercopa de Turquía | Fenerbahçe         | Colonia  | 2007    |
| Copa de Uzbekistán   | Bunyodkor Tashkent | Taskent  | 2008    |
| Liga de Uzbekistán   | Bunyodkor Tashkent | Taskent  | 2008    |
| Supercopa de Rusia   | CSKA Moscú         | Moscú    | 2009    |
| Copa de Rusia        | CSKA Moscú         | Jimki    | 2008/09 |

#### Campeonatos internacionales
| Título        | Selección | Sede  | Año  |
| ------------- | --------- | ----- | ---- |
| Copa Asiática | Japón     | Pekín | 2004 |

### Distinciones individuales
| Distinción                                                                    | Año                     |
| ----------------------------------------------------------------------------- | ----------------------- |
| Bola de Prata (Mejor jugador del Brasileirão) otorgada por la Revista Placar. | 1974, 1975, 1977 y 1982 |
| Bola de Ouro (Mejor futbolista del Brasileirão)                               | 1974                    |
| Bola de Prata (Artillero)                                                     | 1980 y 1982             |
| Máximo goleador del Campeonato Carioca                                        | 1975                    |
| Máximo goleador del Campeonato Carioca                                        | 1977                    |
| Futbolista del año en Sudamérica                                              | 1977                    |
| Máximo goleador del Campeonato Carioca                                        | 1978                    |
| Máximo goleador del Campeonato Carioca                                        | 1979                    |
| Máximo goleador del Campeonato Carioca Extra                                  | 1979                    |
| Máximo goleador del Campeonato Brasileño                                      | 1980                    |
| Máximo goleador de la Copa Libertadores (11 goles)                            | 1981                    |
| Mejor jugador de la Copa Intercontinental                                     | 1981                    |
| Futbolista del año en Sudamérica                                              | 1981                    |
| Mejor jugador del mundo por la Guerin Sportivo                                | 1981                    |
| Miembro del equipo ideal del Mundial de Fútbol                                | 1982                    |
| Máximo goleador del Campeonato Carioca                                        | 1982                    |
| Máximo goleador del Campeonato Brasileño                                      | 1982                    |
| Bola de Ouro (Mejor futbolista del Brasileirão)                               | 1982                    |
| Futbolista del año en Sudamérica                                              | 1982                    |
| Premio World Soccer al mejor jugador del mundo                                | 1983                    |
| Miembro del FIFA 100 elegido por Pelé                                         | 2004                    |
| Inducido al Salón de la Fama del fútbol japonés                               | 2016                    |